# División Intermedia 2010
El Torneo de la División Intermedia de Paraguay 2010 del fútbol de la segunda división del fútbol paraguayo, denominado "Vicentino Amarilla", homenaje en vida a quien fuera presidente del Club Fernando de la Mora, fue la 93.ª edición de un campeonato de Segunda División y la 14.ª edición de la División Intermedia, desde la creación de la división en 1997, organizada por la Asociación Paraguaya de Fútbol (APF). Para ese año, se aumentó el número de participantes de doce a catorce, además, los clubes campeón y subcampeón del torneo ascendieron directamente a la Primera División. Comenzó el sábado 20 de marzo, y concluyó el 19 de septiembre.
Tres fechas antes de la culminación del torneo, el club General Caballero ZC se adjudicó uno de los dos cupos de ascenso a la Primera División. En la siguiente fecha, a una de la culminación del campeonato, el mismo club se consagró campeón, su quinto título de Segunda División y el club Independiente, obtuvo el segundo cupo de ascenso a la Primera División.

## Sistema de competición
El modo de disputa será el de todos contra todos a partidos de ida y vuelta, es decir a dos rondas compuestas por once jornadas cada una con localía recíproca. Se consagrará campeón el club que sume la mayor cantidad de puntos al cabo de las 26 fechas. Tanto el campeón como el subcampeón ascenderán automáticamente a la Primera División, ocupando en la temporada siguiente el lugar de los equipos que finalizaron últimos en la tabla de promedios. En caso de producirse igualdad entre dos contendientes, se definirán sus posiciones en dos partidos extra. Si son más de dos, se resolverá según los siguientes parámetros:
1) saldo de goles;
2) mayor cantidad de goles marcados;
3) mayor cantidad de goles marcados en condición de visitante;
4) sorteo.

## Producto de la clasificación
- El torneo coronará al 14° campeón en la historia de la División Intermedia (desde su creación en 1997) y al 93° campeón en la historia de un campeonato de Segunda División.

- El campeón y subcampeón del torneo, obtendrán directamente su ascenso a la Primera División.

- Los dos equipos con menores puntajes en el torneo, descenderán a la Primera División B y en caso de ser de una ciudad ubicada a más de 50 km de la capital, a la Primera División B Nacional.

## Ascensos y descensos
| Pos | Ascendidos a Primera División |
| --- | ----------------------------- |
| 1.º | Sportivo Trinidense           |
| 2.º | Sport Colombia                |

| Pos  | Descendidos a Tercera División |
| ---- | ------------------------------ |
| 11.º | Dr. Benjamín Aceval            |
| 12.º | Silvio Pettirossi              |

| Pos  | Descendidos de Primera División |
| ---- | ------------------------------- |
| 11.º | 12 de Octubre (I)               |
| 12.º | 2 de Mayo                       |

| Pos | Ascendidos de Tercera División |
| --- | ------------------------------ |
| 1.º | San Lorenzo                    |
| 2.º | Cerro Corá                     |

| Pos | Ascendidos de la UFI |
| --- | -------------------- |
|     | Deportivo Santaní    |
|     | Deportivo Capiatá    |

El club Sportivo Trinidense se consagró campeón en la División Intermedia 2009, por lo que ascendió directamente a Primera División. El club 2 de Mayo descendió directamente de la Primera División, luego de terminar último en la tabla de promedios.
Los clubes 12 de Octubre (I) y Sport Colombia, se enfrentaron en los partidos de promoción, luego de haber terminado penúltimo en la tabla de promedios de la Primera División y segundo en la División Intermedia 2009, respectivamente. Sport Colombia resultó ser el ganador de la promoción por lo que ascendió a Primera División. Por su parte, el 12 de Octubre (I) descendió a la Segunda División.
Los clubes Dr. Benjamín Aceval y Silvio Pettirossi, descendieron, el primero a su liga regional de la UFI, y el segundo a la Tercera División, luego de haber terminado en penúltimo y último lugar, respectivamente, en la División Intermedia 2009.
El club San Lorenzo, ascendió a la División Intermedia, luego de haberse consagrado campeón en la Tercera División. Por su parte el club Cerro Corá, logró su ascenso, luego de haber logrado el subcameponato Tercera División.
Por último, el Deportivo Santaní, logró su ascenso a la División Intermedia, luego de que la Liga Santaniana de Fútbol, se proclamó campeona del Torneo Pre-Intermedia del 2009. El club Deportivo Capiatá obtuvo la oportunidad de competir en la División Intermedia, luego de generarse un conflicto en la temporada 2008, tras una protesta del clubFernando de la Mora, rival en la promoción, y que se concediera la permanencia de este último para el 2009, y otorgarle un cupo al Deportivo Capiatá para el 2010.

## Equipos participantes
| Equipo               | Entrenador          | Fundación                | Ciudad               | Estadio                | Capacidad |
| -------------------- | ------------------- | ------------------------ | -------------------- | ---------------------- | --------- |
| 12 de Octubre (I)    | Jacinto Elizeche    | 14 de agosto de 1914     | Itauguá              | Juan Canuto Pettengill | 8000      |
| 2 de Mayo            | Luis Escobar        | 1 de diciembre de 1935   | Pedro Juan Caballero | Río Parapití           | 25 000    |
| Atlético Colegiales  | Miguel Mendoza      | 7 de enero de 1977       | Lambaré              | Luciano Zacarías       | 15 000    |
| Cerro Porteño PF     | Eduardo Rivera      | 10 de diciembre de 1967  | Presidente Franco    | Cerro Porteño          | 5000      |
| Cerro Corá           | Catalino Aricayé    | 1 de marzo de 1925       | Asunción             | Andrés Rodríguez       | 6000      |
| Deportivo Caaguazú   | Aníbal Sosa         | 16 de septiembre de 2008 | Caaguazú             | Federico Llamosas      | 7000      |
| Deportivo Capiatá    | Richart Báez        | 4 de septiembre de 2008  | Capiatá              | Deportivo Capiatá      | 4000      |
| Deportivo Santaní    | Robert Gauto        | 27 de febrero de 2009    | San Estanislao       | Juan José Vázquez      | 8000      |
| Fernando de la Mora  | Hernán Acuña        | 25 de diciembre de 1925  | Asunción             | Emiliano Ghezzi        | 7000      |
| General Díaz         | Celso Guerrero      | 22 de septiembre de 1917 | Luque                | General Adrián Jara    | 3500      |
| General Caballero ZC | Pedro Rodríguez     | 6 de septiembre de 1918  | Asunción             | Hugo Bogado Vaceque    | 5000      |
| Independiente        | Pablo Caballero     | 20 de septiembre de 1925 | Asunción             | Ricardo Gregor         | 500       |
| San Lorenzo          | Blas Romero         | 17 de abril de 1930      | San Lorenzo          | Ciudad Universitaria   | 5000      |
| Sportivo Iteño       | Victoriano Haiffuch | 1 de julio de 1924       | Itá                  | Salvador Morga         | 4000      |

El campeonato cuenta con la participación de catorce equipos, a diferencia del torneo pasado, donde la cantidad de equipos participantes fue de doce.
Cuatro clubes son de la ciudad de Asunción, de ciudades del Departamento Central provienen otros seis clubes Itauguá, Capiatá, Itá, Lambaré, Luque y San Lorenzo. 
Finalmente, los cuatro equipos restantes provienen del interior del país. Uno se localiza en una importante capital departamental, limítrofe con Brasil: Pedro Juan Caballero y los tres restantes, en importantes ciudades de sus respectivos departamentos: San Estanislao, Caaguazú y Presidente Franco.

## Reemplazo de entrenadores
| Jornada | Equipo              | Sustituido            | Sustituto             |
| ------- | ------------------- | --------------------- | --------------------- |
| 2.ª     | Fernando de la Mora | Julio Penino          | Hernán Acuña          |
| 3.ª     | Independiente CG    | Carlos Báez           | Pablo Caballero       |
| 4.ª     | General Díaz        | Gabino Román          | Julio Doldán          |
| 4.ª     | San Lorenzo         | Humberto García       | Juan Ñumbay           |
| 5.ª     | 12 de Octubre       | Roberto Sánchez       | Daniel Sosa           |
| 6.ª     | Deportivo Santaní   | Félix Torres          | Roberto Sánchez       |
| 6.ª     | Deportivo Capiatá   | Romualdo Agüero       | Félix Torres          |
| 8.ª     | 2 de Mayo           | Miguel Zahzú          | Guillermo Jiménez     |
| 8.ª     | Atlético Colegiales | Edgar Denis           | Daniel Navarro        |
| 9.ª     | Sportivo Iteño      | Jacinto Elizeche      | Esteban Von Lucken    |
| 12.ª    | San Lorenzo         | Juan Ñumbay           | Luis Monzón           |
| 13.ª    | Cerro Corá          | Eumelio Palacios      | Jorge Guasch          |
| 13.ª    | 12 de Octubre       | Daniel Sosa           | Buenaventura Ferreira |
| 13.ª    | Deportivo Santaní   | Roberto Sánchez       | Edgar Denis           |
| 14.ª    | Deportivo Caaguazú  | Silvino Pereira       | Rodolfo Martínez      |
| 14.ª    | Cerro Porteño PF    | Edward Melgarejo      | Francisco Sosa        |
| 15.ª    | 12 de Octubre       | Buenaventura Ferreira | Jacinto Elizeche      |
| 15.ª    | 2 de Mayo           | Guillermo Jiménez     | Luis Escobar          |
| 15.ª    | Cerro Corá          | Jorge Guasch          | Erasmo Aricayé        |
| 16.ª    | Cerro Porteño PF    | Francisco Sosa        | Celso Guerrero        |
| 16.ª    | Deportivo Caaguazú  | Rodolfo Martínez      | Aníbal Sosa           |
| 16.ª    | Sportivo Iteño      | Esteban Von Lucken    | Hugo González         |
| 17.ª    | Atlético Colegiales | Daniel Navarro        | Jorge Campos          |
| 18.ª    | Cerro Porteño PF    | Celso Guerrero        | Rodolfo Martínez      |
| 19.ª    | Cerro Corá          | Catalino Aricayé      | Miguel Zahzú          |
| 19.ª    | Cerro Porteño PF    | Rodolfo Martínez      | Eduardo Rivera        |
| 20.ª    | Deportivo Santaní   | Edgar Denis           | Robert Gauto          |
| 20.ª    | San Lorenzo         | Luis Monzón           | Blas Romero           |
| 20.ª    | Sportivo Iteño      | Hugo González         | Victoriano Haiffuch   |
| 21ª     | General Díaz        | Julio Doldán          | Celso Guerrero        |
| 22ª     | Cerro Corá          | Miguel Zahzú          | Catalino Aricayé      |
| 24ª     | Deportivo Capiatá   | Félix Torres          | Richart Báez          |
| 25ª     | Atlético Colegiales | Jorge Campos          | Miguel Mendoza        |

## Desarrollo
La organización del fixture del torneo se debió atrasar, a raíz de un conflicto entre la APF y el club Cerro Corá, por la liberación del pase del jugador Javier González, además que el estadio del club Deportivo Santaní, todavía no estaba habilitado para los juegos en la División Intermedia. Finalmente, el 11 de febrero, el comité ejecutivo de la A.P.F. dispuso la inscripción del Deportivo Santaní en la categoría. 
El fixture del torneo fue dado a conocer el 16 de febrero, teniendo como fecha de inicio el 20 de marzo.
La inscripción oficial del club Cerro Corá se dio a conocer el 10 de marzo. Dicho club solicitó a la A.P.F. postergar el inicio del torneo por treinta días, argumentando la demora de su admisión en el torneo y el mal estado de sus instalaciones.
El 15 de marzo, la Divisional informó que el inicio del torneo sería el 20 de marzo, y el 18 de marzo, el Comité Ejecutivo de la A.P.F. ratificó la decisión.
La primera fecha del torneo se cumplió íntegramente, entre los días 20 y 21 de marzo. En el primer partido del torneo, celebrado en la ciudad de Capiatá, entre las escuadras del Deportivo Capiatá y General Caballero ZC, estuvieron presentes las autoridades de la A.P.F. El triunfo fue para el equipo visitante y en la fecha se registraron otros cinco triunfos, y tan solo un empate. 
Los clubes Deportivo Santaní y Deportivo Caaguazú, intercambiaron su localía con los clubes Independiente y Atlético Colegiales, respectivamente, debido a que sus canchas no se encontraban habilitadas, mientras que el club Cerro Corá, en la misma situación, jugó su partido como local en el estadio Alfonso Colmán.

## Clasificación
| Pos | Equipo               | Pts | PJ | G  | E  | P  | GF | GC | DIF |
| --- | -------------------- | --- | -- | -- | -- | -- | -- | -- | --- |
| 1º  | General Caballero ZC | 50  | 26 | 14 | 8  | 4  | 38 | 22 | 16  |
| 2º  | Independiente        | 46  | 26 | 12 | 10 | 4  | 33 | 26 | 7   |
| 3º  | San Lorenzo          | 42  | 26 | 11 | 9  | 6  | 31 | 24 | 7   |
| 4º  | Fernando de la Mora  | 37  | 26 | 9  | 10 | 7  | 34 | 25 | 9   |
| 5º  | Atlético Colegiales  | 37  | 26 | 10 | 7  | 9  | 29 | 31 | -3  |
| 6º  | Deportivo Caaguazú   | 35  | 26 | 9  | 8  | 9  | 32 | 36 | -4  |
| 7º  | Cerro Porteño PF     | 32  | 26 | 8  | 8  | 10 | 31 | 31 | 0   |
| 8º  | General Díaz         | 31  | 26 | 7  | 10 | 9  | 36 | 36 | 0   |
| 9º  | 12 de Octubre (I)    | 31  | 26 | 9  | 4  | 13 | 34 | 39 | -5  |
| 10º | Deportivo Santaní    | 30  | 26 | 7  | 9  | 10 | 25 | 28 | -3  |
| 11ª | Sportivo Iteño       | 29  | 26 | 6  | 11 | 9  | 21 | 25 | -4  |
| 12º | Deportivo Capiatá    | 29  | 26 | 6  | 11 | 9  | 27 | 37 | -10 |
| 13º | 2 de Mayo            | 28  | 26 | 6  | 10 | 10 | 27 | 35 | -8  |
| 14º | Cerro Corá           | 27  | 26 | 6  | 9  | 11 | 28 | 31 | -3  |

|  | Ascendieron a Primera División. |
|  | Descendieron de categoría.      |

## Resultados
| L\V | 12O | 2MA | ACO | CPF | CEC | DCZ | DCT | DSA | FDM | GED | GEC | IND | SLO | ITE |
| 12O |     | 1:2 | 2:1 | 1:0 | 2:0 | 4:1 | 0:1 | 2:1 | 3:1 | 2:3 | 2:3 | 1:1 | 0:0 | 3:1 |
| 2MA | 2:0 |     | 1:2 | 2:1 | 2:1 | 0:0 | 1:1 | 0:2 | 1:1 | 1:3 | 1:1 | 0:0 | 1:2 | 1:1 |
| ACO | 2:0 | 1:1 |     | 1:1 | 0:0 | 2:0 | 2:0 | 0:0 | 0:4 | 2:1 | 0:1 | 2:1 | 3:1 | 0:2 |
| CPF | 1:0 | 2:0 | 1:1 |     | 1:0 | 3:0 | 0:0 | 0:0 | 3:0 | 4:1 | 4:3 | 0:1 | 2:3 | 2:1 |
| CEC | 0:1 | 1:1 | 0:2 | 3:0 |     | 0:1 | 3:0 | 3:2 | 0:0 | 3:1 | 0:0 | 1:2 | 2:1 | 1:1 |
| DCZ | 0:2 | 2:0 | 3:5 | 2:2 | 0:0 |     | 1:1 | 2:1 | 1:1 | 3:1 | 2:2 | 1:2 | 1:1 | 0:0 |
| DCT | 2:0 | 3:3 | 1:2 | 1:1 | 5:3 | 1:3 |     | 1:0 | 2:4 | 2:2 | 0:1 | 1:1 | 0:0 | 3:2 |
| DSA | 2:1 | 2:1 | 2:0 | 1:0 | 0:0 | 1:2 | 4:1 |     | 0:0 | 1:1 | 1:0 | 2:2 | 2:2 | 0:0 |
| FDM | 5:2 | 0:1 | 1:0 | 0:0 | 1:0 | 0:1 | 1:0 | 1:0 |     | 2:2 | 0:1 | 0:1 | 0:1 | 1:0 |
| GED | 2:2 | 1:2 | 0:0 | 2:0 | 2:1 | 2:3 | 0:1 | 4:0 | 0:0 |     | 2:3 | 1:1 | 1:0 | 2:0 |
| GEC | 2:1 | 1:0 | 4:0 | 4:2 | 0:2 | 1:0 | 0:0 | 2:1 | 3:3 | 0:0 |     | 2:0 | 0:0 | 0:1 |
| IND | 3:1 | 2:0 | 2:0 | 1:1 | 3:1 | 3:2 | 0:0 | 0:0 | 0:5 | 1:1 | 0:0 |     | 2:1 | 2:1 |
| SLO | 2:0 | 2:1 | 1:0 | 1:0 | 2:2 | 0:1 | 3:0 | 2:0 | 2:2 | 1:1 | 0:2 | 2:1 |     | 1:0 |
| ITE | 1:1 | 2:2 | 1:1 | 2:0 | 1:1 | 1:0 | 0:0 | 1:0 | 1:1 | 1:0 | 0:2 | 0:1 | 0:0 |     |

## Máximos goleadores
| Jugador             | Jugador             | Goles | Equipo              |
| ------------------- | ------------------- | ----- | ------------------- |
| Bandera de Paraguay | Sergio Fernández    | 15    | General Caballero   |
| Bandera de Paraguay | Milciades Silva     | 12    | Deportivo Capiatá   |
| Bandera de Paraguay | Jaime Hinterleitner | 12    | General Caballero   |
| Bandera de Paraguay | Víctor Lugo         | 11    | Fernando de la Mora |
| Bandera de Paraguay | Virgilio Ferreira   | 11    | 12 de Octubre       |
| Bandera de Paraguay | Juan Noguera        | 11    | San Lorenzo         |
| Bandera de Paraguay | Fabio López         | 10    | Fernando de la Mora |
| Bandera de Paraguay | Héctor Velázquez    | 8     | Atlético Colegiales |
| Bandera de Paraguay | Dionisio Pérez      | 8     | Deportivo Caaguazú  |

## Campeón
|                                |
| General Caballero ZC 6º título |

## Público asistente
La tabla siguiente muestra la cantidad de pagantes que acumuló cada equipo en sus respectivos partidos. Se asigna el total del número de espectadores al equipo que fue local en el encuentro. El club 2 de Mayo no informó detalles de la recaudación de su partido de la fecha 11.
| Pos | Equipo               | Pag    | PJL | Prom |
| --- | -------------------- | ------ | --- | ---- |
| 1ª  | Deportivo Santaní    | 15 896 | 13  | 1222 |
| 2ª  | Deportivo Caaguazú   | 11 650 | 13  | 896  |
| 3ª  | San Lorenzo          | 10 124 | 13  | 779  |
| 4ª  | Deportivo Capiatá    | 7153   | 13  | 550  |
| 5ª  | Cerro Porteño PF     | 5714   | 13  | 440  |
| 6ª  | General Caballero ZC | 5487   | 13  | 422  |
| 7ª  | Sportivo Iteño       | 3929   | 13  | 302  |
| 8ª  | Cerro Corá           | 3361   | 13  | 259  |
| 9ª  | Independiente        | 3345   | 13  | 257  |
| 10ª | 12 de Octubre (I)    | 3290   | 13  | 253  |
| 11ª | 2 de Mayo            | 3040   | 12  | 253  |
| 12ª | Fernando de la Mora  | 2077   | 13  | 160  |
| 13ª | Atlético Colegiales  | 1800   | 13  | 138  |
| 14ª | General Díaz         | 1629   | 13  | 125  |

 Pos=Posición; Pag=Pagantes; PJL=Partidos jugados de local; Prom=Promedio